# Sargus ptecticoides
Sargus ptecticoides är en tvåvingeart som först beskrevs av Lindner 1935.  Sargus ptecticoides ingår i släktet Sargus och familjen vapenflugor. Inga underarter finns listade i Catalogue of Life.